# Homma Koji
Koji Homma (本間 幸司 Honma Kōji, sinh ngày 27 tháng 4 năm 1977 ở Hitachi, Ibaraki) là một cầu thủ bóng đá người Nhật Bản hiện tại thi đấu cho Mito Hollyhock ở J2 League. Anh đang giữ kỉ lục thi đấu nhiều trận nhất ở J2 League.

## Thống kê sự nghiệp
Cập nhật đến ngày 23 tháng 2 năm 2018.
| Thành tích câu lạc bộ | Thành tích câu lạc bộ | Thành tích câu lạc bộ | Giải vô địch | Giải vô địch | Cúp                   | Cúp                   | Cúp Liên đoàn | Cúp Liên đoàn | Tổng cộng | Tổng cộng |
| Mùa giải              | Câu lạc bộ            | Giải vô địch          | Số trận      | Bàn thắng    | Số trận               | Bàn thắng             | Số trận       | Bàn thắng     | Số trận   | Bàn thắng |
| Nhật Bản              | Nhật Bản              | Nhật Bản              | Giải vô địch | Giải vô địch | Cúp Hoàng đế Nhật Bản | Cúp Hoàng đế Nhật Bản | J. League Cup | J. League Cup | Tổng cộng | Tổng cộng |
| --------------------- | --------------------- | --------------------- | ------------ | ------------ | --------------------- | --------------------- | ------------- | ------------- | --------- | --------- |
| 1996                  | Urawa Red Diamonds    | J. League             | 0            | 0            | 0                     | 0                     | 0             | 0             | 0         | 0         |
| 1997                  | Urawa Red Diamonds    | J. League             | 0            | 0            | 0                     | 0                     | 0             | 0             | 0         | 0         |
| 1998                  | Urawa Red Diamonds    | J. League             | 0            | 0            | 0                     | 0                     | 0             | 0             | 0         | 0         |
| 1999                  | Urawa Red Diamonds    | J1 League             | 0            | 0            | -                     | -                     | 0             | 0             | 0         | 0         |
| 1999                  | Mito HollyHock        | JFL                   | 24           | 0            | 3                     | 0                     | -             | -             | 27        | 0         |
| 2000                  | Mito HollyHock        | J2 League             | 40           | 0            | 3                     | 0                     | 1             | 0             | 44        | 0         |
| 2001                  | Mito HollyHock        | J2 League             | 31           | 0            | 1                     | 0                     | 2             | 0             | 34        | 0         |
| 2002                  | Mito HollyHock        | J2 League             | 28           | 0            | 0                     | 0                     | -             | -             | 28        | 0         |
| 2003                  | Mito HollyHock        | J2 League             | 31           | 0            | 3                     | 0                     | -             | -             | 34        | 0         |
| 2004                  | Mito HollyHock        | J2 League             | 28           | 0            | 1                     | 0                     | -             | -             | 29        | 0         |
| 2005                  | Mito HollyHock        | J2 League             | 41           | 0            | 2                     | 0                     | -             | -             | 43        | 0         |
| 2006                  | Mito HollyHock        | J2 League             | 13           | 0            | 1                     | 0                     | -             | -             | 14        | 0         |
| 2007                  | Mito HollyHock        | J2 League             | 35           | 0            | 0                     | 0                     | -             | -             | 35        | 0         |
| 2008                  | Mito HollyHock        | J2 League             | 42           | 0            | 2                     | 0                     | -             | -             | 44        | 0         |
| 2009                  | Mito HollyHock        | J2 League             | 50           | 0            | 0                     | 0                     | -             | -             | 50        | 0         |
| 2010                  | Mito HollyHock        | J2 League             | 33           | 0            | 2                     | 0                     | -             | -             | 35        | 0         |
| 2011                  | Mito HollyHock        | J2 League             | 35           | 0            | 3                     | 0                     | -             | -             | 38        | 0         |
| 2012                  | Mito HollyHock        | J2 League             | 42           | 0            | 1                     | 0                     | -             | -             | 43        | 0         |
| 2013                  | Mito HollyHock        | J2 League             | 28           | 0            | 1                     | 0                     | -             | -             | 29        | 0         |
| 2014                  | Mito HollyHock        | J2 League             | 31           | 0            | 0                     | 0                     | -             | -             | 31        | 0         |
| 2015                  | Mito HollyHock        | J2 League             | 35           | 0            | 1                     | 0                     | -             | -             | 36        | 0         |
| 2016                  | Mito HollyHock        | J2 League             | 20           | 0            | 2                     | 0                     | -             | -             | 22        | 0         |
| 2017                  | Mito HollyHock        | J2 League             | 0            | 0            | 1                     | 0                     | -             | -             | 1         | 0         |
| Tổng cộng sự nghiệp   | Tổng cộng sự nghiệp   | Tổng cộng sự nghiệp   | 587          | 0            | 27                    | 0                     | 3             | 0             | 617       | 0         |